# Aplicaciones informáticas y métodos cuantitativos en arqueología
Computer Applications and Quantitative Methods in Archaeology (CAA) es una organización global que reúne a arqueólogos, matemáticos y científicos informáticos. Su objetivo principal es facilitar la comunicación entre estas disciplinas, ofrecer una visión general del trabajo actual en el campo y promover el debate y el avance futuro. Desde la década de 1970, CAA Internacional ha organizado reuniones anuales para sus miembros, consolidándose como una amplia comunidad de más de 1000 académicos a nivel mundial  Sus miembros crearon una docena de capítulos nacionales de la CAA y grupos de interés especial. CAA International publica actas anuales  y la Journal of Computer Applications in Archaeologya (JCAA).

## Historia de CAA Internacional
Computer Applications and Quantitative Methods in Archaeology (CAA) se creó en la década de 1970. Inicialmente, era un pequeño grupo de arqueólogos y matemáticos interesados en aplicaciones informáticas y que trabajaban en el Reino Unido (UK). La primera conferencia se organizó en 1973 en Birmingham, Inglaterra. En 1992 se celebró la primera conferencia de la CAA fuera del Reino Unido. Poco a poco, la CAA se ha convertido en una gran comunidad internacional.
A lo largo de los años se han establecido capítulos nacionales. Algunos tienen su propia serie de talleres. Uno de los capítulos más antiguos se encuentra en Alemania  fundado en 1981. La CAA Alemania ha celebrado reuniones anuales desde 2010, incluidas reuniones de capítulos conjuntos con los Países Bajos y Flandes. Alemania también fue sede de la conferencia internacional en 2018.

## Journal of Computer Applications in Archaeology
La Journal of Computer Applications in Archaeology es la revista académica revisada por pares y de acceso abierto publicada por CAA. Se creó en 2017 y se publica en línea como un volumen continuo y una edición durante todo el año. Los editores gerentes actuales son César González-Pérez y Philip Verhagen.
La revista publica colecciones especiales con enfoque temático o regional. Las colecciones anteriores incluyen:
- Aplicaciones informáticas y métodos cuantitativos en la arqueología de Australasia [13]
- Computación espacial en arqueología e historia [14]
- La lucha contra el tráfico ilícito de antigüedades mediante la tecnología digital [15]
- Reflexiones sobre el LiDAR arqueológico [16]
- Becas digitales en arqueología [17]
- Un puente demasiado lejano - Investigación histórica, arqueológica y criminal en red [18]

## Capítulos nacionales
A lo largo de los años se han establecido capítulos nacionales y regionales. Algunos tienen su propia serie de talleres. Uno de los capítulos más antiguos se encuentra en Alemania  fundado en 1981. La CAA Alemania ha celebrado reuniones anuales desde 2010, incluidas reuniones de capítulos conjuntos con los Países Bajos y Flandes .
Los capítulos nacionales y regionales activos actuales son:
- CAA Australasia ( Australia, Nueva Zelanda y el Pacífico ) [20]
- CAA Brasil [21]
- CAA Chequia / Eslovaquia [22]
- CAA Dinamarca [23]
- CAA Alemania [24]
- CAA Grecia [25]
- CAA Hungría [26]
- Autoridad Administrativa de la India [27]
- CAA Países Bajos - Flandes [28]
- CAA México [29]
- CAA América del Norte ( EE. UU. y Canadá ) [30]
- CAA Noruega [31]
- CAA Polonia [32]
- CAA Suecia [33]
- CAA Suiza [34]
- CAA Reino Unido [35]

## Conferencia internacional actual de la CAA
La 52.ª conferencia internacional de la CAA actual es CAA 2025 Atenas 'Horizontes digitales: abrazar el patrimonio en un mundo en evolución'

## Conferencias anteriores
- 51.° CAA 2024 : 'Auckland Across The Horizon', Auckland, Nueva Zelanda [36]
- 50º CAA 2023 : '50 años de sinergia', Ámsterdam, Países Bajos [37]
- 49.° CAA 2022 : 'iNside Formation', Oxford, Reino Unido [38]
- 48.ª CAA 2021 : 'Encrucijadas digitales', conferencia virtual desde Limassol, Chipre
- 48.° CAA 2020 : Oxford, Reino Unido (pospuesto hasta 2022 debido a la pandemia de COVID-19)
- 47.° CAA 2019 : 'Comprobación de la integridad de los objetos', Cracovia, Polonia
- 46.° Congreso CAA 2018 : «Historia humana y futuro digital», Tubinga, Alemania
- 45° CAA 2017 : 'Arqueologías digitales, mundos materiales (pasado y presente)', Atlanta, Georgia, Estados Unidos
- 44.° CAA 2016 : “Explorando océanos de datos”, Oslo, Noruega
- 43° CAA 2015 : 'Sigamos con la revolución', Siena, Italia
- 42° CAA 2014: “Arqueología del siglo XXI”, París, Francia
- 41.° CAA 2013 : “A través del espacio y el tiempo”, Perth, Australia
- El 40º CAA 2012 : Southampton, Reino Unido

## Próxima conferencia
- 52° CAA 2025 : Atenas, Grecia [39]